# سيفا شانكار بابا
سيفا شانكار بابا (بالإنجليزية: Siva Shankar Baba)‏ هو قائد ديني هندي، ولد في 28 يناير 1949 في Alangayam ‏ في الهند.

## وصلات خارجية
- الموقع الرسمي